# Fokföldi mézevőfélék
A fokföldi mézevőfélék (Promeropidae) a madarak osztályának verébalakúak (Passeriformes) rendjébe tartozó család.
Besorolásuk vitatott.

## Rendszerezés
A családba az alábbi 1 nem és 2 faj tartozik:
- Promerops (Brisson, 1760) – 2 faj
  - Gurney-mézevő (Promerops gurneyi)
  - fokföldi mézevő (Promerops cafer)